# Vjollca
Vjollca är ett vanligt förekommande albanskt kvinnligt förnamn samt efternamn. I Sverige fanns år 2013 110 kvinnor som bar förnamnet Vjollca. Inga bar namnet som ett efternamn.

## Personer med namnet Vjollca
- Vjollca Abdullahu, sångerska
- Vjollca Haxhiu, makedonsk-albansk sångerska
- Vjollca Selimi, kosovoalbansk sångerska
- Luana Vjollca, albansk TV-personlighet och sångerska
- Marina Vjollca, albansk TV-personlighet